# Claviella besucheti
Claviella besucheti is een keversoort uit de familie spektorren (Dermestidae). De wetenschappelijke naam van de soort werd in 1987 gepubliceerd door Kalík.